# 東京ラジオデパート
東京ラジオデパート（とうきょうラジオデパート）は、東京都千代田区外神田一丁目にある商業ビル、およびその運営企業である。秋葉原中央通りよりJR総武本線高架下（御茶ノ水駅方面）に入ったところに位置しており、電子部品等を扱う店が入居している。通称「東ラジ」「ラジデパ」。
近隣の秋葉原ラジオセンター、秋葉原ラジオストアー（閉鎖）と同じく、第二次世界大戦後のGHQによる露店撤廃令で行き場を失った露天商が、当時、露店街組合代表であった山本長蔵の尽力によって移転先として設立したのがルーツである。

## 沿革
- 1950年2月25日 - 設立。当初は木造2階建ての施設に約33店舗が営業
- 1973年 10月 - 現在のビルが完成

## 入居店舗
- 地下1階
  - 秋葉原最終処分場
  - et al. – 旧Re:custa(2019年2月:同デパート内にオープン[1]、2021年6月末日に閉店[2])のスタッフで[3]、2022年1月にオープン[4]
  - ゼネラルトランス販売
  - 湘南通商
  - CCコネクト

- 1階
  - 奥澤
  - サンライズ
  - タイシン
  - 小林電機商会
  - ひみつジャンクス
  - マイクロ・パワー研究所
  - TOKYO PC
  - 東映無線 ラジオデパート店
  - パーツランド
  - Shigezone～深圳直送便～
  - 家電のケンちゃん＠秋葉原東京ラジオデパート店
  - PCN秋葉原

- 2階
  - CCコネクト
  - サン・エレクトロ
  - 明和電機・ラジオスーパー
  - 真空管長谷川
  - PEPAPON
  - 桜屋電機2F店
  - エスエス無線
  - 海神無線

- 3階
  - 稲電機
  - 斉藤電気商会
  - サンエイ電機
  - 平澤電気　セレクトイン２２
  - 門田無線電機
  - AKIBAJUNKS